# Bevölkerungsrückgang
Bevölkerungsrückgang ist die Form der Bevölkerungsentwicklung, bei der die Zunahme der Bevölkerung durch Geburtenrate und Zuwanderung kleiner ist als die Abnahme durch Sterberate und Abwanderung. Er wird in der Demografie statistisch untersucht. Historische Bevölkerungsrückgänge sind Forschungsgegenstand der Geschichtswissenschaft. Insbesondere der natürliche Bevölkerungsrückgang, also der Einfluss von Geburten- und Sterberate, ist eine Erscheinung vieler postmoderner Industriegesellschaften.
Dieser Bevölkerungsrückgang nimmt erkennbar seit den 1990er Jahren zu. So gab es im Jahre 2003 einige Industrieländer mit nennenswertem Bevölkerungsrückgang, wie zum Beispiel Bulgarien, Russland, die Ukraine oder Ungarn. Künftig werden voraussichtlich weitere Industriestaaten betroffen sein. Der natürliche Bevölkerungsrückgang in einigen wenigen Entwicklungsländern, die zuvor sehr hohe Zuwachsraten verzeichneten, wie zum Beispiel Botswana (−0,55 % im Jahre 2003), Simbabwe und Südafrika, lässt sich auch auf die AIDS-Epidemie zurückführen.
Weltweit ist jedoch im Durchschnitt über alle Länder ein Wachstum der Bevölkerung zu verzeichnen. Die UNO erwartete 2006 bei mittlerer Projektion bis 2025 7,9 Milliarden und bis 2050 9,2 Milliarden Menschen auf der Welt. Gemäß der Bevölkerungsprognose von 2024 erwartet die UNO ein Anwachsen der Weltbevölkerung auf gut 10,3 Milliarden Menschen Mitte der 2080er Jahre, wobei diese danach wieder sinkt.

## Situation in den Industriestaaten
Seit der Einführung der Antibabypille Ende der 1960er Jahre ist, vor allem in Europa, Geburtenrückgang zu verzeichnen (Pillenknick). Dieser konnte jedoch bisher durch die Einwanderung in vielen dieser Länder, lange mehr als ausgeglichen werden. Die langfristig abnehmende Fertilitätsrate führt jedoch nicht nur zur Relativierung dieses Wanderungsüberschusses, sondern auch zu sozialpolitischen Problemen. Demographen haben schon lange vor solchen Problemen gewarnt.
Ein zentrales Problem besteht darin, dass die Infrastruktur der Industriestaaten, eher auf Wachstum oder Stagnation als auf Schrumpfung ausgelegt ist. Die Folgen sind leerstehende Häuser, der Wegfall von Verbindungen des öffentlichen Nahverkehrs oder die Schließung von Supermärkten.
Ein weiteres Kernproblem liegt in den Sozialsystemen (Rentensystem oder Gesundheitssystem), die in den meisten industrialisierten Staaten so aufgebaut sind, dass jetzige Beitragszahler für jetzige Rentenempfänger bezahlen müssen (Generationenvertrag). Die Folge ist, dass bei Bevölkerungsrückgang durch nicht bestandserhaltende Geburtenraten weniger Beitragszahler für mehr Empfänger bezahlen müssen. Dadurch müssen wahlweise die Beiträge steigen oder die Leistungen sinken. Die Umstellung auf alternative Systeme wird zwar teilweise durchgeführt, ist aber schwer komplett umsetzbar. Ein alternatives System wäre eine anlagegestützte Vorsorge für die eigene, spätere Rente. Eine solche Alternative ändert aber nichts am Problem, dass immer weniger Leute arbeiten und immer mehr Menschen in Ruhestand gehen werden (siehe auch Mackenroth-These). Statt Rentenabsenkungen hätte man womöglich später einen inflationären Effekt, da mehr Menschen ihre Einlagen auszahlen lassen, als junge Menschen neue anlegen.
Eine weitere Folge des Bevölkerungsrückgangs ist die Umwandlung der Alterspyramide hin zu einer Form, die als Zwiebel, Döner oder – in Anspielung auf die Vergreisung der Bevölkerung – Urne bezeichnet wird: eine Bevölkerungsstruktur mit wenigen Kindern und jungen Menschen, aber mit vielen alten Menschen. Die Kurve fällt dann erst im hohen Alter wieder ab. Dies hat auch soziale Folgen: Die Gesellschaft „überaltert“ und wird kinderarm, Schulen und Kindergärten werden geschlossen während der Bedarf an Pflegepersonal stark steigt.
In manchen Fällen ist auch zu beobachten, dass die Gesellschaft kinderfeindlicher wird oder sich zumindest von Kindern entfremdet. Der letzte Umstand ist jedoch keineswegs auf den natürlichen Bevölkerungsrückgang zurückzuführen, sondern auf gesellschaftliche Veränderungen, die gleichzeitig zu den Ursachen des Bevölkerungsrückganges gehören. Dazu gehört vor allem die Wandlung der gesellschaftlichen Stellung der Frau von einer für Haushalt und Kinder zuständigen Person hin zu einer berufstätigen Person, die ihre Bedürfnisse, also den Kinderwunsch, auch dementsprechend umstellt.
Als Folge dieser Entwicklung wurde und wird vielfach eine konsequente Bevölkerungspolitik gefordert, um den Bevölkerungsrückgang aufzuhalten oder zumindest zu bremsen. Konsequent durchgeführt wird eine solche Politik bislang nur in wenigen Ländern. Die dabei verwendeten Instrumente fallen nach deutschen Begrifflichkeiten meist in das Gebiet der Familienpolitik. In Deutschland wurde Familienpolitik bislang hauptsächlich als Sozialpolitik verstanden; erst in jüngster Zeit wurde mit dem 2007 eingeführten Elterngeld erstmals eine Maßnahme im Wesentlichen bevölkerungspolitisch begründet (Reduzierung der Kinderlosigkeit bei berufstätigen, insb. gutverdienenden Frauen).
Insgesamt werden Kinder bislang jedoch eher als Privatsache verstanden. Die mit ihnen verbundenen Kosten werden zu einem Großteil von ihren Eltern aufgebracht. Dazu zählen neben dem Lebensunterhalt insbesondere die Betreuungs- und Erziehungskosten, für die ein Elternteil häufig seine Erwerbstätigkeit einschränken muss und die dadurch als sogenannte Opportunitätskosten wirtschaftlich umso stärker zu Buche schlagen, je besser die Eltern (meist die Mutter) ausgebildet sind.
Häufig kritisiert wird außerdem, dass die Sozialsysteme der meisten Länder umgekehrt die aus Kindern erwachsenden wirtschaftlichen Vorteile sozialisieren: Die von den Kindern nach Eintritt ins Erwerbsleben gezahlten Steuern und Sozialbeiträge kommen, wenn die Elterngeneration altersbedingt auf Versorgung angewiesen ist, nicht nur Eltern, sondern auch Nicht-Eltern zugute. Kritiker sprechen insoweit von „Transferausbeutung“ der Eltern bzw. Familien, zumal durch die Bindung an die Erwerbsbiographie Nicht-Eltern sogar höhere Renten erhalten (speziell kinderlose Frauen können, unbelastet durch Betreuungsaufgaben, stärker erwerbstätig sein und somit Rentenansprüche erwerben, während bei Eltern oft die Rente des Vaters auch für die Mutter reichen muss). Umstritten ist, inwieweit sich Kinderlose umgekehrt durch Steuern und Abgaben an den „Investitionen“ in Kinder beteiligen.
Erst langsam rücken die mit dem Bevölkerungsrückgang möglicherweise verbundenen volkswirtschaftlichen und gesellschaftlichen Aspekte in den Fokus wissenschaftlicher Betrachtungen: Befürchtet wird, das steigende Durchschnittsalter der erwerbsfähigen Bevölkerung werde über die Leistungs- und Innovationsfähigkeit auch das Wirtschaftswachstum negativ beeinflussen. Schätzungen der OECD zufolge kostet der demographische Wandel z. B. Deutschland bereits heute ein halbes Prozent Wirtschaftswachstum pro Jahr. Aber der eigentliche demographische Wandel steht erst noch bevor. Derzeit stehen noch die geburtenstarken Jahrgänge der 60er im besten Erwerbsalter. Eingewendet wird u. a., bei schrumpfender Bevölkerung sei kein Wirtschaftswachstum erforderlich, um den Lebensstandard halten oder sogar verbessern zu können, weil die Wirtschaftsleistung pro Kopf in diesem Fall steigen kann, auch wenn sie in der Summe abnimmt. Dem wird entgegengehalten, weniger die Schrumpfung als die steigende Überalterung der Gesellschaft sei das Problem. Relativ zur Gesamtbevölkerung gehe die Zahl der wirtschaftlich Aktiven, erwerbstätigen Menschen zurück, während die der versorgungsbedürftigen steige. Selbst, wenn die wirtschaftliche Entwicklung nicht ins dauerhaft Rezessive abgleitet, werde es daher notwendig sein, den Erwerbstätigen einen immer größeren relativen Anteil ihres Einkommens zwecks Umverteilung abzunehmen. Eine solche immer stärkere Belastung der jüngeren Jahrgänge könnte, wie etwa Kaufmann und Birg schreiben (siehe Literaturliste), nicht nur die Leistungsbereitschaft untergraben, sondern auch Abwanderungsprobleme auslösen, welche die Entwicklung weiter verstärken. Wegfallende Verteilungsspielräume könnten insbesondere für sozial schwache Menschen so einschneidende Folgen haben, dass es zu inneren Unruhen mit Erstarken extremistischer politischer Gruppen kommt.
Eine spezifischere Betrachtung zeigt, dass in den Industrienationen bei den höchstqualifizierten Bevölkerungsgruppen (die den Großteil ihrer Zeit in Ausbildung und Karriere und nicht in Familie und Kinder investieren) die Geburtenraten zuerst zurückgehen (demografisch-ökonomisches Paradoxon). Fällt die Geburtenrate bei diesen Bevölkerungsgruppen unter die Reproduktionsrate von 2,1, entsteht mit etwa 30-jähriger Verzögerung ein Mangel an hochqualifizierten Fach- und Führungskräften. Dieses Problem ist in Deutschland akut, aber in allen westlichen Industrieländern virulent. Diese konkurrieren daher um hochqualifizierte Fachkräfte. Dabei spielen v. a. Steuer-, Sozial- und Migrationspolitik einer Rolle. Die Länder des anglo-amerikanischen Raumes haben ihre Migrationspolitik aktiv darauf ausgerichtet, qualifizierte Arbeitskräfte anzuwerben („skilled immigration“), während aus Europa – vor allem aus Osteuropa – ein Strom qualifizierter Arbeitskräfte in Richtung des anglo-amerikanischen Raumes eingesetzt hat. Daraus resultiert ein europäischer Trend zur Dequalifizierung, der die Wettbewerbsfähigkeit Europas weiter schwächen dürfte.

## Situation in den Entwicklungsländern
Im Jahr 2012 waren nur wenige Entwicklungsländer von einem Bevölkerungsrückgang betroffen, dabei waren die meisten dieser Staaten mit dem AIDS-Problem konfrontiert: Botswana (−0,04 %), Cookinseln (−1,2 %), Dominica (−0,08 %), Jungferninseln (−0,12 %), Samoa (−0,2 %), Südafrika (−0,4 %), Swasiland (0,23 %), Trinidad und Tobago (−0,87 %). Einige andere Staaten hatten aufgrund des AIDS-Problems nur ein sehr geringes Wachstum: Simbabwe (+0,62 %). Allerdings wird auch ein Schwellenland wie China mit über einer Milliarde Einwohner voraussichtlich in einigen Jahren in die Phase des Bevölkerungsrückgangs eintreten, wenn sich die Fertilitätsrate von ca. 1,2 nicht erhöht. Diese ist jedoch trotz der Erhöhung der erlaubten Kinderzahl auf zwei Kinder (ab 2016) beziehungsweise drei Kinder (ab 2021) durch die Ein-Kind-Politik kaum gestiegen.
Einen starken Geburtenrückgang in den letzten Jahren erlebten auch Algerien, der Iran, Mexiko, Thailand, Tunesien. Klammert man die Transformationsländer aus, ist der Geburtenrückgang im Iran besonders stark. Die Stadt Teheran erreichte 2000 geschätzt nur eine Fertilitätsrate von 1,4 Kinder je Frau, was selbst unter dem Durchschnitt der Industriestaaten liegt. Der Ballungsraum erreichte 2006 1,5 Kinder je Frau. Am niedrigsten im Iran ist die Fertilität in den Provinzen Gilan und Mazandaran am Kaspischen Meer, die 2006 nur 1,3 erreichten. Dies ist bereits niedriger als in Deutschland mit 1,43. Ferner verliert das Land durch Abwanderung an Bevölkerung. Sie geht einerseits in die Hauptstadt Teheran, andererseits ins Ausland. Inzwischen gibt es 32 Entwicklungs- und Schwellenländer, in denen die Anzahl der Geburten nicht ausreicht, damit die gegenwärtige Bevölkerungszahl aufrechtzuerhalten ist.

## Ökologische Konsequenzen
Im Sinne des globalen Umweltschutzes wird ein Bevölkerungsrückgang von einigen Gruppen, etwa der britischen Wohltätigkeitsorganisation Population Matters als erstrebenswert angesehen. Dadurch könnten die zunehmende Verschmutzung und der Ressourcenverbrauch verringert werden. Allerdings könnte die Ausdünnung von ländlichen Bereichen zum Beispiel durch Urbanisierung auch negative Konsequenzen für die Umwelt mit sich bringen.

## Soziale und politische Konsequenzen
Als Folge der Urbanisierung könnten in manchen Gebieten aufgrund einer geringeren und meist älteren Bevölkerung viele Versorgungseinrichtungen (z. B. Läden, Schulen etc.) nicht mehr gehalten werden und die verbliebene Bevölkerung müsste in den nächst zentraleren Ort fahren. Nach Ansicht vieler Experten würde das Verkehrsaufkommen in solchen Regionen stark steigen. Eine Lösung wäre die Aufgabe ganzer Ortschaften, was aber aus politischen Gründen nur in Einzelfällen durchsetzbar erscheint.

## Positive Auswirkungen
Ein langfristiger Rückgang der Geburtenzahlen schlägt sich in einem geringeren Druck auf den Arbeitsmarkt nieder. Da im Falle eines Geburtenrückgangs jüngere Jahrgänge geburtenschwächer sind als ältere, sinkt die Anzahl der Lehrstellenbewerber und es reduziert sich damit die Jugendarbeitslosigkeit. Dieses Phänomen wurde in Deutschland im Jahr 2010 beobachtet. 2011 setzte sich diese Entwicklung fort. Darüber hinaus stehen bei Bevölkerungsrückgang pro Person mehr Ressourcen zur Verfügung und es herrscht weniger Wettbewerb für die Bevölkerung. Das Pro-Kopf-Einkommen kann bei Bevölkerungsrückgang wachsen. Zusätzlich kommt es zur Verbesserung der Lebensqualität, bedingt durch geringeres Verkehrsaufkommen, geringere Umweltverschmutzung, verbesserte Luft- und Wasserqualität und Wiederbewaldung.

## Historisches
Bevölkerungsrückgang ohne äußere Faktoren wie Hunger, Seuchen oder Krieg ist historisch eine Ausnahmeerscheinung. Bisher ist dies lediglich aus der Geschichte des Römischen Reiches bekannt. Der römische Kaiser Augustus erließ Ehegesetze, die das Problem des Bevölkerungsrückganges, besonders in der herrschenden Schicht, lösen sollten. Männer von 25 bis 60 und Frauen von 20 bis 50 Jahren hatten demnach verheiratet zu sein. Falls nicht, mussten sie Bußgelder entrichten. Diese Regelungen betrafen nur Einwohner mit römischem Bürgerrecht.